# Técnica do inseto estéril

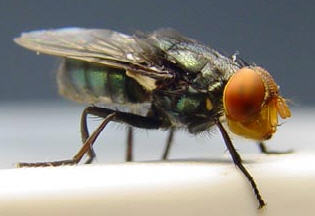
A mosca-varejeira foi a primeira praga a ser erradicada com sucesso de uma região com a técnica do inseto estéril.

A técnica do inseto estéril é um método de controlo biológico que consiste na libertação de grandes quantidades de insetos inférteis numa dada região. Os insetos libertados são geralmente machos, já que são as fêmeas que provocam danos, normalmente através da postura de ovos nas colheitas agrícolas ou, no caso dos mosquitos, da alimentação com sangue humano. Os machos estéreis competem com os machos em estado selvagem pelas fêmeas. Se uma fêmea acasalar com um macho estéril, não terá descendência, reduzindo assim a população da próxima geração. A radiação é a principal técnica de esterilização.